# Montesarchio
Montesarchio  är en kommun i provinsen Benevento, i regionen Kampanien i Italien. Kommunen hade 13 508 invånare (2017) och gränsar till kommunerna Apollosa, Bonea, Campoli del Monte Taburno, Ceppaloni, Cervinara, Roccabascerana, Rotondi, San Martino Valle Caudina, Tocco Caudio.
Montesarchio ligger på samma plats som caudiernas huvudstad Caudium.